# Rosario Cordero
María del Rosario Cordero Martín (Cáceres, España, 13 de agosto de 1966-Romangordo, 24 de diciembre de 2020) fue una política española que se desempeñó como presidenta de la Diputación de Cáceres desde 2015 hasta el 24 de diciembre de 2020.

## Trayectoria
Fue Licenciada en Derecho por la Universidad de Extremadura.
Fue teniente de alcalde del ayuntamiento de Romangordo de 1991 a 2003 y alcaldesa de Romangordo desde 2003 hasta la fecha de su muerte; también fue militante del PSOE. Por otro lado ocupó el cargo de diputada provincial desde 2007 hasta 2011 y de presidenta de la institución provincial desde el 27 de junio de 2015 hasta su fallecimiento el veinticuatro de diciembre de 2020 en Cáceres. Asimismo fue presidenta del Fondo Local Extremeño de Desarrollo Internacional (FELCODE).

## Fallecimiento
Falleció el 24 de diciembre de 2020 a causa de un cáncer que venía padeciendo desde septiembre de 2019.